# Chains on You (sang)
"Chains on You" er en sang af den græske sanger Athena Manoukian. Den skal repræsentere Armenien ved Eurovision Song Contest 2020. Sangen blev frigivet til digital download den 14. februar 2020.